# Stieltrommel

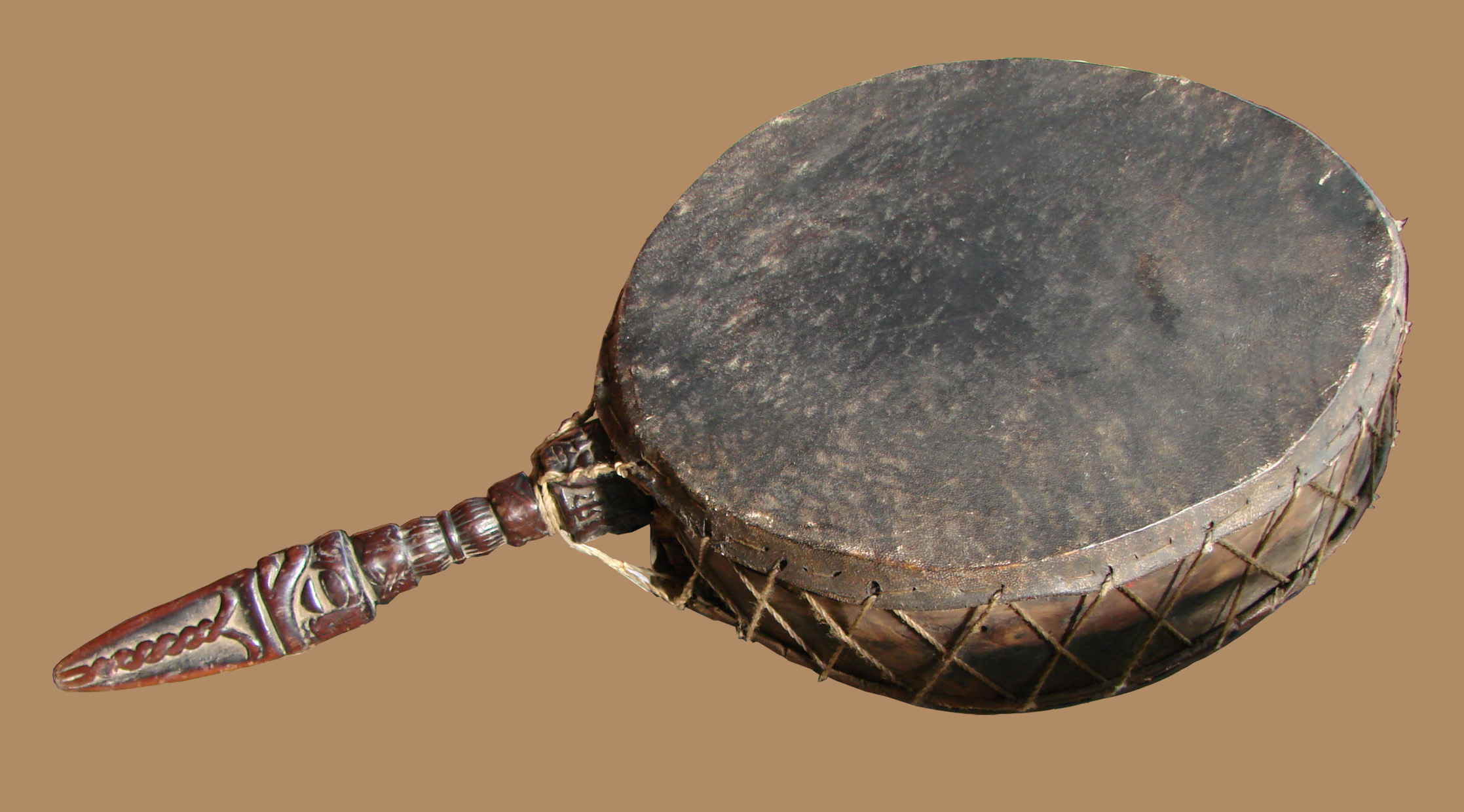
Mit einem Stock unmittelbar geschlagene Stieltrommel dhyangro in Nepal

Eine Stieltrommel, auch Stielgrifftrommel, ist eine ein- oder zweifellige Rahmentrommel mit einem Stiel, der in der Verlängerung des Durchmessers am Rahmen befestigt ist. Die Trommel wird mit einer Hand am Stiel gehalten und die Membran wird meist mit einem Stock in der anderen Hand unmittelbar geschlagen. Hiervon unterscheiden sich nach der Spielweise die mittelbar geschlagenen Klappertrommeln. Der Stiel ist ein Ausstattungsmerkmal, das über die Grundform der Rahmentrommeln hinaus zur weiteren Typologisierung dient. In der Hornbostel-Sachs-Systematik werden Stieltrommeln (211.32) von Rahmentrommeln ohne Stiel (211.31) unterschieden.

## Einteilung

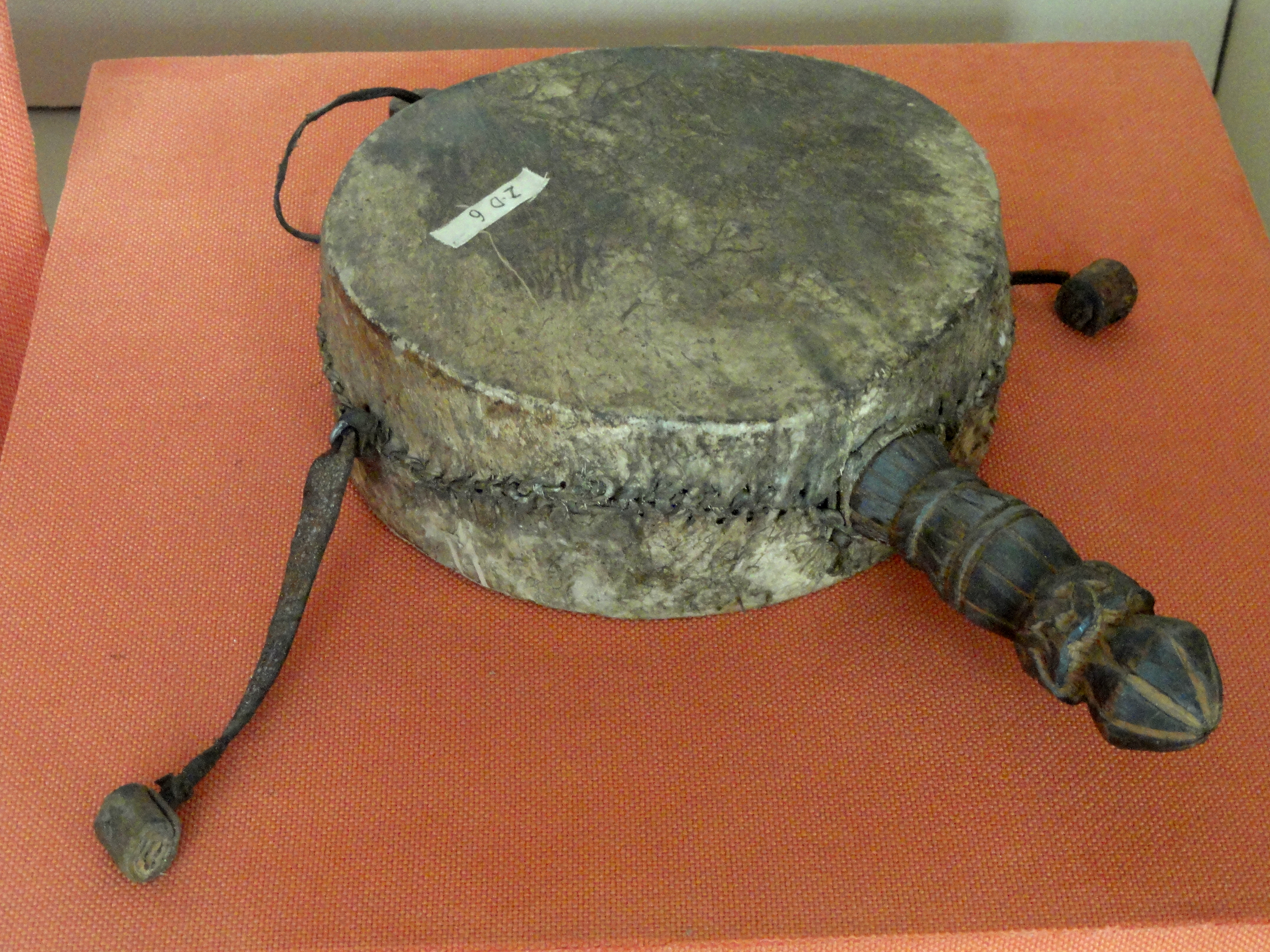
Durch Drehbewegung mittelbar angeschlagene Klappertrommel dtâ-bbêr-lèr (gesprochen „damberlör“, sprachverwandt mit damaru) der Naxi im Süden Chinas

Rahmentrommeln werden entweder direkt am Rahmen (Beispiel Tamburello), bei einfelligen Rahmentrommeln an einem Speichengriff oder an einem Handgriff gehalten. Der Speichengriff (Innengriff) bei vielen Schamanentrommeln besteht aus einem parallel zur Membran über die Bodenöffnung gespannten Bündel von Schnüren oder aus ungefähr axial befestigten Stäben.
Nach der Handhabung lassen sich zwei getrennte Verbreitungsregionen von Rahmentrommeln unterscheiden: Rahmentrommeln mit Speichengriff oder mit Handgriff bilden die Gruppe der Schamanentrommeln, die auf dem amerikanischen Kontinent, in Nordeuropa, Nordasien, Ostasien und im Bereich des Himalaya vorkommen. Sie werden als Zeremonialtrommeln verwendet und mit einem Stock auf die Membran oder gelegentlich auf den Rahmen geschlagen. Die in der Hand gehaltenen Rahmentrommeln sind im Nahen Osten beheimatet (daf, daira), haben sich nach Europa verbreitet (Tamburin, adufe) und gelangten bis in die Karibik und nach Westafrika (gumbe). Sie werden mit den Händen geschlagen.
Eine weitere Unterteilung der Handgrifftrommeln trennt zwischen Henkelgrifftrommeln und Stielgrifftrommeln (Stieltrommeln). Henkelgrifftrommeln haben am Rahmen einen halbkreisförmigen Bügel (Henkel) von 8–10 Zentimetern Länge oder eine entsprechend große Schlaufe. Sie kommen regional unter anderem auf dem östlichen Balkan, im südlichen Zentralasien, in Korea und Japan vor. Bei den Sioux in Nordamerika ist der Henkel eckig. Henkelgriffe besitzen auch manche Röhrentrommeln, etwa Sanduhrtrommeln wie die kundu in Neuguinea. Es gibt ferner aus der Militärmusik stammende Trommeln, die trotz ihrer geringen Rahmenhöhe nicht den Rahmentrommeln, sondern den Zylindertrommeln zugeordnet werden und an denen ein Henkel anstelle des üblichen Umhängebandes befestigt ist.

## Verbreitung

### Einfellige Stieltrommeln
Schamanentrommeln sind rund oder oval und ein- oder zweifellig. Die Eskimos am nördlichen Polarkreis zwischen Alaska, Grönland und dem Nordosten Sibiriens verwenden einfellige Rahmentrommeln qilaat (auch qilaut) in der zeremoniellen Musik und zur Begleitung von Liedern und Unterhaltungstänzen. Sie schlagen ihre Schamanentrommeln meist mit einem Stock von unten auf den Rahmen, sodass die Membran mittelbar in Schwingungen versetzt wird. Der Durchmesser kann bis über einen Meter betragen.
Die Stielgrifftrommeln bilden eine Gruppe unter den Schamanentrommeln mit einem begrenzten Verbreitungsgebiet bei den Eskimos und Tschuktschen in Nordostsibirien. Der Stiel wird aus Knochen (Geweih eines Ren), Holz oder Horn angefertigt. Neben einer einfachen geraden Form gaben die Eskimos am Beringmeer nach einer Beschreibung von 1892 dem Stiel auch die Gestalt eines Vogels oder Fisches. Von den Eskimos am Point Barrow in Alaska sind Schamanentrommeln mit vier Kerben für die Finger am Handgriff und einem geschnitzten menschlichen Kopf am Griffende erhalten. An der Ostküste Grönlands fertigte man kunstvolle Handgriffe teilweise mit einem menschlichen Kopf aus dem Elfenbein von Zahnwalen.
Die einfellige Rahmentrommel der auf der Tschuktschen-Halbinsel in Ostsibirien lebenden Tschuktschen ist in ihrer Form und kultischen Bedeutung mit der Schamanentrommel der Eskimos verwandt. Sie ist das traditionelle Symbol des Herdes und wird im Winter von den halbnomadischen Hirten stets griffbereit in der Nähe der Feuerstelle aufbewahrt.
Einfellige Stieltrommeln sind vereinzelt auch aus Europa erhalten. In der Ukraine besitzt die wie die Rahmentrommel buben zu den traditionellen Volksmusikinstrumenten gehörende Rahmentrommel mit Schellenkranz rescheto (ukrainisch решето, „Sieb“, auch netzförmiges Muster) einen kurzen Handgriff und wird mit einem weichen Kugelkopfschlägel geschlagen. Zwei Exemplare der rescheto aus dem 19. Jahrhundert, die sich im Salzburg Museum befinden, haben einen Messingrahmen mit einem Durchmesser von 40–50 Zentimetern. Die Membran wird mit Schrauben verspannt. Im Rahmen sind 12 Schellenpaare integriert. Dazu hängen 17 Rollschellen im Innern an drei Metallstäben.
Eine seltene Rahmentrommel mit Schellen und Stiel im französischen Baskenland ist die tambour de Basque à manche („baskisches Tamburin mit Griff“). Die westeuropäischen Tamburine gingen offenbar aus den orientalischen Rahmentrommeln mit Schellen hervor.
Die in China seltene einfellige Stieltrommel t’ai-p’ing ku („Friedenstrommel“) besitzt gelegentlich am Handgriff ein Rasselgitter, das auf den in alten buddhistischen Kulten gebrauchten Rasselstab verweist. Entsprechend besteht ein Zusammenhang zwischen der kultischen Verwendung dieser Stieltrommel beim chinesischen Neujahrsfest und der Funktion von Schamanentrommeln, Geister herbeizurufen. Ein Exemplar der t’ai-p’ing ku stammt aus der Mandschurei und wird als Museumsbestand 1948 erwähnt. Sein runder Rahmen mit einem Durchmesser von knapp 50 Zentimetern ist aus Eisen gefertigt. Den Griff bilden die beiden nach außen gebogenen Enden des Eisenstabs. Am Griffende sind die parallel verlaufenden Stäbe seitwärts gebogen, sodass sie mit den dazwischen aufgereihten Rasselplättchen ein Dreieck bilden. Die durchsichtige Tierhaut ist über der Rahmen gespannt und festgeklebt.
Ähnliche Stieltrommeln mit einem kreisrunden Eisenrahmen und einem Holzgriff werden bis heute in Taiwan hergestellt und mit einem Stab geschlagen. In Japan heißt dieser bei religiösen Zeremonien verwendete einfellige Trommeltyp ebenso wie die zweifellige Klappertrommel den-den daiko.
Eine kleine Form der südindischen einfelligen Rahmentrommel parai wird in ländlichen Gebieten der Bundesstaaten Tamil Nadu und Andhra Pradesh manchmal in Hindutempeln zur Verehrung der Göttin Mariyamman geschlagen. Von dieser Stieltrommel existieren zwei Varianten. Die surya pirai (die „sonnenförmige Trommel“, Sanskrit surya, „Sonne“) besteht aus einem kreisrunden Eisenring, über den eine dünne Membran gespannt ist, während die chandra pirai (Sanskrit chandra, „Mond“, Mondgott) die Form einer Mondsichel hat. An beide Varianten ist ein gebogener Eisenstiel angeschweißt. Zwei Personen binden sich eine der Trommeln auf die Stirn und schlagen sie mit einem Stab.
Die sahfa ist eine einfellige Stieltrommel mit einem Rahmen aus gebranntem Ton in der jemenitischen Küstenregion Tihama. Da ihre Membran über den Rahmen gespannt und an der Unterseite bis auf einen kleinen offen bleibenden Kreis zusammengeschnürt ist, steht die sahfa am Übergang zu den Kesseltrommeln.
Im Weltmuseum Wien wird seit Anfang des 20. Jahrhunderts eine Stieltrommel mit Schellen aus der Türkei aufbewahrt, die aus einem 7,5 Zentimeter hohen runden Holzrahmen mit einem Durchmesser von 42 Zentimetern besteht. Der Rahmen ist an der Außenseite mit Messingblech belegt und besitzt in vier Schlitzen Schellenpaare. Der Stiel ist ein langer Eisenstab, auf den ein Holzgriff aufgesteckt ist. Die Membran ist mit einer menschengesichtigen Mondsichel und vier Sternen bemalt.

### Zweifellige Stieltrommeln

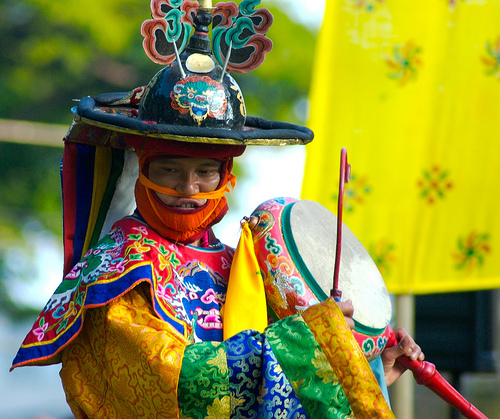
Stieltrommel chos-rnga, die zusammen mit den Paarbecken rol-mo beim Cham-Maskentanz in Tibet gespielt wird

Zweifellige Stielgrifftrommeln sind in Zentralasien und Ostasien verbreitet. Die Rahmen sind in der Seitenansicht entweder zylindrisch oder bauchig gewölbt. Der in der Rahmenmitte angebrachte hölzerne Stiel ist oft kunstvoll geschnitzt. Zu den Stieltrommeln mit einem gewölbten Rahmen gehört die in der tibetischen Ritualmusik gebrauchte chos-rnga. Ihr Durchmesser beträgt 40 bis 50 Zentimeter und ihr Stiel ist bis zu 80 Zentimeter lang. Bei Prozessionen werden die rituell verwendeten Stieltrommeln chos-rnga frei in der linken Hand gehalten oder mit dem Stiel an die Schulter gelegt und mit einem gebogenen Schlägel in der rechten Hand geschlagen. Der Beiname lag-rnga (tibetisch, „Hand-Trommel“) bezieht sich auf den Handgriff und nicht auf die Spielweise einer Handtrommel. Im Stehen kann die Trommel mit dem Stiel auf dem Boden abgestützt werden. Ist der Stiel am unteren Ende zu einem auf dem Boden aufstellbaren Standfuß ausgebildet, gehört diese „Ständertrommel“ (rnga-khri) zur Ausstattung eines tibetisch-buddhistischen Tempels und wird von den Mönchen beim Rezitieren heiliger Texte geschlagen.
Die von Schamanen im Osten Nepals eingesetzte dhyangro und die sogo in Korea entsprechen in Form und kultischer Funktion im Wesentlichen der chos-rnga.
Nach den Proportionen ist die in Nordvietnam vorkommende kleine Stieltrommel trống lệnh eher den Fasstrommeln zuzuordnen. Der Korpus ist 10–13 Zentimeter hoch bei einem Durchmesser in der Mitte von 22 Zentimetern. Die Durchmesser der Membranen betragen nur etwa 16 Zentimeter. Der 12 Zentimeter lange keulenförmige Stiel ist an der Mitte des Rahmens befestigt. Die Membranen sind am Rand angenagelt. Die gesamte Trommel einschließlich der Membranen ist mit roter Farbe lackiert und manchmal mit goldenen oder schwarzen kreisförmigen Linien bemalt. Eine Beschreibung von 1962 zufolge wurde die trống lệnh von einem Zeremonienmeister an der Spitze einer Prozession mit einem Stöckchen geschlagen, worauf ihr Name (etwa „Kommando-Trommel“) zurückzuführen ist.
Eine besondere Variante der auf dem Balkan verbreiteten Zylindertrommel tapan ist die bubanj na derdinu in Bosnien und Herzegowina. Bubanj ist dort die allgemeine Bezeichnung für die weit verbreitete zweifellige Zylindertrommel. Die seltene bubanj na derdinu („Trommel mit Stiel“) hat einen 11 Zentimeter hohen hölzernen Rahmen mit einem Durchmesser von rund 30 Zentimetern und ist mit Membranen aus Ziegenhaut bespannt. Sie wird von oben mit der linken Hand am Griff gehalten und mit einem Schlägel in der rechten Hand geschlagen.
Die Membranen von Klappertrommeln werden mittelbar durch an Schnüren befestigte Schlagkügelchen angeregt. Ihrer Form nach sind Klappertrommeln zweifellige kleine Stieltrommeln oder kleine Sanduhrtrommeln.